# Nathan Alterman
Nathan Alterman (Varsóvia, 1910 — Tel Aviv, 1970) era um jornalista, poeta e tradutor israelense na língua hebraica.
Alterman nasceu em Varsóvia, Polônia e imigrou para Tel Aviv em 1925, então no Mandato Britânico da Palestina. Em Israel, tornou-se um dos mais importantes poetas da sua época, e, em 1968, ganhou o Prêmio de Israel. Ele traduziu Shakespeare, Molière e outros autores russos e iídiche.